# Days of Memory
Days of Memory is een videofilm van de Litouwse cineast Saulius Berzinis, samen met Philo Bregstein, over een internationale conferentie, 600 jaar Joodse aanwezigheid in Litouwen, die in oktober 1993 gehouden werd in Vilnius, de hoofdstad van het op dat moment sinds twee jaar weer onafhankelijke Litouwen. In de sovjettijd was een dergelijke conferentie daar onmogelijk geweest. Sprekers uit Frankrijk, Israël en Nederland komen met een evocatie van de Joodse geschiedenis in Litouwen, waar van de 250.000 Joden die er in 1941 leefden niet meer dan 10.000 de oorlog overleefden. De conferentie wordt tumultueus als het onverwerkte verleden ter sprake komt wat betreft de actieve participatie van veel Litouwers met de massamoord op de Joden tijdens de Tweede Wereldoorlog. De film geeft veel foto- en archieffilmmateriaal als illustratie van de Joods-Litouwse geschiedenis en de Holocaust in Litouwen.